# Veracruz kommun, Honduras
Veracruz är en kommun i Honduras.   Den ligger i departementet Departamento de Copán, i den västra delen av landet, 190 km nordväst om huvudstaden Tegucigalpa. Antalet invånare är 2 624. Arean är 32 kvadratkilometer.
Terrängen i Veracruz är kuperad.